# Eiskunstlauf-Europameisterschaften 1990
Die 82. Eiskunstlauf-Europameisterschaften fanden vom 30. Januar bis 4. Februar 1990 in Leningrad statt.

## Ergebnisse

### Herren
| Platz              | Sportler                 | Land                   |
| ------------------ | ------------------------ | ---------------------- |
| 1                  | Wiktor Petrenko          | Sowjetunion            |
| 2                  | Petr Barna               | Tschechoslowakei       |
| 3                  | Wjatscheslaw Sahorodnjuk | Sowjetunion            |
| 4                  | Grzegorz Filipowski      | Polen                  |
| 5                  | Richard Zander           | BR Deutschland         |
| 6                  | Oliver Höner             | Schweiz                |
| 7                  | Daniel Weiss             | BR Deutschland         |
| 8                  | Philippe Candeloro       | Frankreich             |
| 9                  | Ralph Burghart           | Österreich             |
| 10                 | Peter Johansson          | Schweden               |
| 11                 | Ronny Winkler            | DDR                    |
| 12                 | Cornel Gheorghe          | Rumänien               |
| 13                 | Alessandro Riccitelli    | Italien                |
| 14                 | Henrik Walentin          | Dänemark               |
| 15                 | Steven Cousins           | Vereinigtes Königreich |
| 16                 | Lars Dresler             | Dänemark               |
| 17                 | Oula Jaaskelainen        | Finnland               |
| 18                 | Alcuin Schulten          | Niederlande            |
| 19                 | Éric Millot              | Frankreich             |
| 20                 | Tomislav Čižmešija       | Jugoslawien            |
| Kür nicht erreicht |                          |                        |
|                    | Pavel Vančo              | Tschechoslowakei       |
|                    | András Száraz            | Ungarn                 |
|                    | Massimo Salvadè          | Italien                |
|                    | Emanuele Ancorini        | Schweden               |
|                    | Alexandre Geers          | Belgien                |
|                    | Jan Erik Digerness       | Norwegen               |
|                    | Alexander Mladenow       | Bulgarien              |

### Damen
| Platz              | Sportlerin            | Land                   |
| ------------------ | --------------------- | ---------------------- |
| 1                  | Evelyn Großmann       | DDR                    |
| 2                  | Natalja Lebedewa      | Sowjetunion            |
| 3                  | Marina Kielmann       | BR Deutschland         |
| 4                  | Surya Bonaly          | Frankreich             |
| 5                  | Patricia Neske        | BR Deutschland         |
| 6                  | Tanja Krienke         | DDR                    |
| 7                  | Natalia Skrabnevskaia | Sowjetunion            |
| 8                  | Tamara Téglássy       | Ungarn                 |
| 9                  | Carola Wolf           | BR Deutschland         |
| 10                 | Larissa Samotina      | Sowjetunion            |
| 11                 | Helen Persson         | Schweden               |
| 12                 | Beatrice Gelmini      | Italien                |
| 13                 | Željka Čižmešija      | Jugoslawien            |
| 14                 | Laetitia Hubert       | Frankreich             |
| 15                 | Emme Murdoch          | Vereinigtes Königreich |
| 16                 | Yvonne Pokorny        | Österreich             |
| 17                 | Lenka Kulovaná        | Tschechoslowakei       |
| 18                 | Maria Fuglsang        | Dänemark               |
| 19                 | Michèle Claret        | Schweiz                |
| 20                 | Astrid Winkelmann     | Niederlande            |
| Kür nicht erreicht |                       |                        |
|                    | Meri Karvosenoja      | Finnland               |
|                    | Sandrine Goes         | Belgien                |
|                    | Andrea Law            | Vereinigtes Königreich |
|                    | Anita Thorenfeldt     | Norwegen               |
|                    | Milena Marinovish     | Bulgarien              |
|                    | Beata Zielińska       | Polen                  |
|                    | Cristina Perex        | Spanien                |
|                    | Laia Papell (Z)       | Spanien                |

- Z = Zurückgezogen

### Paare
| Platz | Sportlerin                              | Land                   |
| ----- | --------------------------------------- | ---------------------- |
| 1     | Jekaterina Gordejewa / Sergei Grinkow   | Sowjetunion            |
| 2     | Larissa Selesnjowa / Oleg Makarow       | Sowjetunion            |
| 3     | Natalja Mischkutjonok / Artur Dmitrijew | Sowjetunion            |
| 4     | Peggy Schwarz / Alexander König         | DDR                    |
| 5     | Anuschka Gläser / Stefan Pfrengle       | BR Deutschland         |
| 6     | Radka Kovaříková / René Novotný         | Tschechoslowakei       |
| 7     | Ines Müller / Ingo Steuer               | DDR                    |
| 8     | Cheryl Peake / Andrew Naylor            | Vereinigtes Königreich |
| 9     | Catherine Barker / Michael Aldred       | Vereinigtes Königreich |
| 10    | Henriette Worner / Andreas Sigurdsson   | BR Deutschland         |
| 11    | Katarzyna Glowacka / Krzysztof Korcarz  | Polen                  |
| 12    | Saskia Bourgeois / Guy Bourgeois        | Schweiz                |
| 13    | Svetlana Dragaeva / Karel Kovář         | Tschechoslowakei       |

### Eistanz
| Platz                 | Sportlerin                               | Land                   |
| --------------------- | ---------------------------------------- | ---------------------- |
| 1                     | Marina Klimowa / Sergei Ponomarenko      | Sowjetunion            |
| 2                     | Maja Ussowa / Alexander Schulin          | Sowjetunion            |
| 3                     | Isabelle Duchesnay / Paul Duchesnay      | Frankreich             |
| 4                     | Klára Engi / Attila Tóth                 | Ungarn                 |
| 5                     | Oxana Grischtschuk / Jewgeni Platow      | Sowjetunion            |
| 6                     | Dominque Yvon / Frédéric Palluel         | Frankreich             |
| 7                     | Susanna Rahkamo / Petri Kokko            | Finnland               |
| 8                     | Anna Croci / Luca Mantovani              | Italien                |
| 9                     | Ivana Střondalová / Milan Brzý           | Tschechoslowakei       |
| 10                    | Małgorzata Grajcar / Andrezei Dostatni   | Polen                  |
| 11                    | Monika Mandíková / Oliver Pekar          | Tschechoslowakei       |
| 12                    | Lynn Burton / Andrew Place               | Vereinigtes Königreich |
| 13                    | Krisztina Kerekes / Gábor Kolecsánszky   | Ungarn                 |
| 14                    | Ann Hall / Jason Blomfield               | Vereinigtes Königreich |
| 15                    | Petra Zietemann / Frank Ladd-Oshiro      | BR Deutschland         |
| 16                    | Saskia Stähler / Sven Authorsen          | BR Deutschland         |
| 17                    | Diane Gerencser / Bernard Columberg      | Schweiz                |
| 18                    | Michela Cesaro / Carlo Soave             | Italien                |
| 19                    | Petja Gawasowa / Nikolai Tonew           | Bulgarien              |
| 20                    | Katarzyna Długoszewska / Andrzej Sząszor | Polen                  |
| Finale nicht erreicht |                                          |                        |
|                       | Monika Muksch / Nernd Hatzl              | Österreich             |
|                       | Joanne van Leeuwen / Eerde vab Luuewen   | Niederlande            |